# Вискополяну, Вьорика
Вьорика Вискополяну (рум. Viorica Viscopoleanu, в девичестве Белмега (рум. Belmega); 8 августа 1939, Буденец) — румынская легкоатлетка. Чемпион Олимпийских игр 1968 года по прыжкам в длину.
Чемпион Европы в помещениях 1970 года. Серебряный призёр Чемпионата Европы (1969). Бронзовый призёр чемпионата Европы в помещениях (1971). Экс-рекордсменка мира.

## Биография
На Олимпиаде 1968 года прыгнула на 6,82 м, выиграла золотые медали и побила мировой рекорд. Участвовала в Олимпийских играх 1964 и 1972 года.